# Qualificazioni al campionato europeo maschile di calcio 1984 - Gruppo 7
Il Gruppo 6 delle qualificazioni al campionato europeo di calcio 1984 ha incluso cinque squadre e vide la vittoria finale della Spagna, che concluse il gruppo a pari punti con i Paesi Bassi ma ebbe accesso alla fase finale per merito del maggior numero di gol segnati.

## Classifica
| Team        | G | V | N | P | RF | RS | DR  | PT |
| ----------- | - | - | - | - | -- | -- | --- | -- |
| Spagna      | 8 | 6 | 1 | 1 | 24 | 8  | +16 | 13 |
| Paesi Bassi | 8 | 6 | 1 | 1 | 22 | 6  | +16 | 13 |
| Irlanda     | 8 | 4 | 1 | 3 | 20 | 10 | +10 | 9  |
| Islanda     | 8 | 1 | 1 | 6 | 3  | 13 | −10 | 3  |
| Malta       | 8 | 1 | 0 | 7 | 5  | 37 | −32 | 2  |

## Risultati
| Arbitro: | Pietro D'Elia |

|                             |           |                     |
| Spiteri Gonzi 44’ Fabri 48’ | Marcatori | 51’ (rig.) Geirsson |

| Arbitro: | Brian McGinlay |

|                |           |                |
| Eðvaldsson 49’ | Marcatori | 51’ Schoenaker |

| Arbitro: | Ivan Gregr |

|                          |           |          |
| Schoenaker 1’ Gullit 64’ | Marcatori | 80’ Daly |

| Arbitro: | Paul Rion |

|                            |           |  |
| Stapleton 36’ Grealish 75’ | Marcatori |  |

| Arbitro: | Mario da Silva Luis |

|             |           |  |
| Pedraza 60’ | Marcatori |  |

| Arbitro: | Jan Redelfs |

|                              |           |                                        |
| Grimes 2’ Stapleton 64’, 76’ | Marcatori | 31’ Maceda 47’ (aut.) Martin 60’ Muñoz |

| Arbitro: | Dieter Pauly |

|  |           |                                                                        |
|  | Marcatori | 22’ (rig.) Ophof 25’, 71’ van Kooten 34’ Hovenkamp 39’, 51’ Schoenaker |

| Arbitro: | Paolo Bergamo |

|                  |           |  |
| Señor 44’ (rig.) | Marcatori |  |

| Arbitro: | Adolf Mathias |

|  |           |               |
|  | Marcatori | 89’ Stapleton |

| Arbitro: | Valeri Butenko |

|                           |           |  |
| Santillana 51’ Rincón 89’ | Marcatori |  |

| Arbitro: | Evangelos Giannakoudakis |

|                   |           |                                     |
| Busuttil 30’, 47’ | Marcatori | 21’ Señor 60’ Carrasco 84’ Gordillo |

| Arbitro: | Ronald Bridges |

|  |           |           |
|  | Marcatori | 9’ Maceda |

| Arbitro: | Alex Jacobsen |

|                |           |  |
| Eðvaldsson 43’ | Marcatori |  |

| Arbitro: | Andrzej Libich |

|                                      |           |  |
| R. Koeman 17’ Gullit 19’ Houtman 21’ | Marcatori |  |

| Arbitro: | Gérard Biguet |

|  |           |                                    |
|  | Marcatori | 16’ Waddock 21’ Robinson 81’ Walsh |

| Arbitro: | André Daina |

|                             |           |                                |
| Waddock 7’ Brady 35’ (rig.) | Marcatori | 51’, 76’ Gullit 66’ Van Basten |

| Arbitro: | Michel Vautrot |

|                        |           |                |
| Houtman 26’ Gullit 63’ | Marcatori | 41’ Santillana |

| Arbitro: | Ole Amundsen |

|                                                                                            |           |  |
| Lawrenson 25’, 63’ Stapleton 28’ (rig.) O'Callaghan 35’ Sheedy 74’ Brady 76’, 84’ Daly 86’ | Marcatori |  |

| Arbitro: | Klaus Peschel |

|                                                           |           |  |
| Brocken 19’ Wijnstekers 30’ Rijkaard 74’, 90’ Houtman 79’ | Marcatori |  |

| Arbitro: | Erkan Göksel |

|                                                                                               |           |               |
| Santillana 15’, 26’, 28’, 75’ Rincón 46’, 55’, 63’, 78’ Maceda 60’, 62’ Sarabia 79’ Señor 84’ | Marcatori | 24’ Degiorgio |

## Classifica marcatori
6 reti
- Santillana

5 reti
- Frank Stapleton

- Ruud Gullit

- Poli Rincón

4 reti
- Dick Schoenaker

- Antonio Maceda

3 reti
- Peter Houtman

- Juan Antonio Señor

2 reti
- Liam Brady
- Gerry Daly
- Mark Lawrenson

- Kevin Sheedy
- Gary Waddock
- Carmel Busuttil

- Frank Rijkaard
- Cees van Kooten
- Rafael Gordillo

1 rete
- Marteinn Geirsson
- Silvio Demanuele
- Emanuel Fabri
- Ernest Spiteri-Gonzi
- Bud Brocken
- Hugo Hovenkamp
- Ronald Koeman

- Edo Ophof
- Marco van Basten
- Ben Wijnstekers
- Tony Grealish
- Ashley Grimes
- Kevin O'Callaghan
- Michael John Robinson

- Mickey Walsh
- Francisco José Carrasco
- Rafael Gordillo
- Juan Carlos Pedraza
- Víctor Muñoz
- Manuel Sarabia

autoreti
- Mick Martin (pro  Spagna)